# Mbele Mbeke
Mbele Mbeke est un village du Cameroun situé dans la région de l’Est, le département de Lom-et-Djérem et la commune de Ngoura, entre les villages de Bambouti (3,7 km au nord) et de Yangamo (9,4 km au sud). Mbele Mbeke se trouve à 51 km d'Ngoura Centre.

## Population
Lors du recensement de 2005, on y dénombrait 641 personnes.
En mars 2018, Mbele Mbeke comptait 495 habitants.